# Ulica Stanisława Leszczyńskiego we Wrocławiu

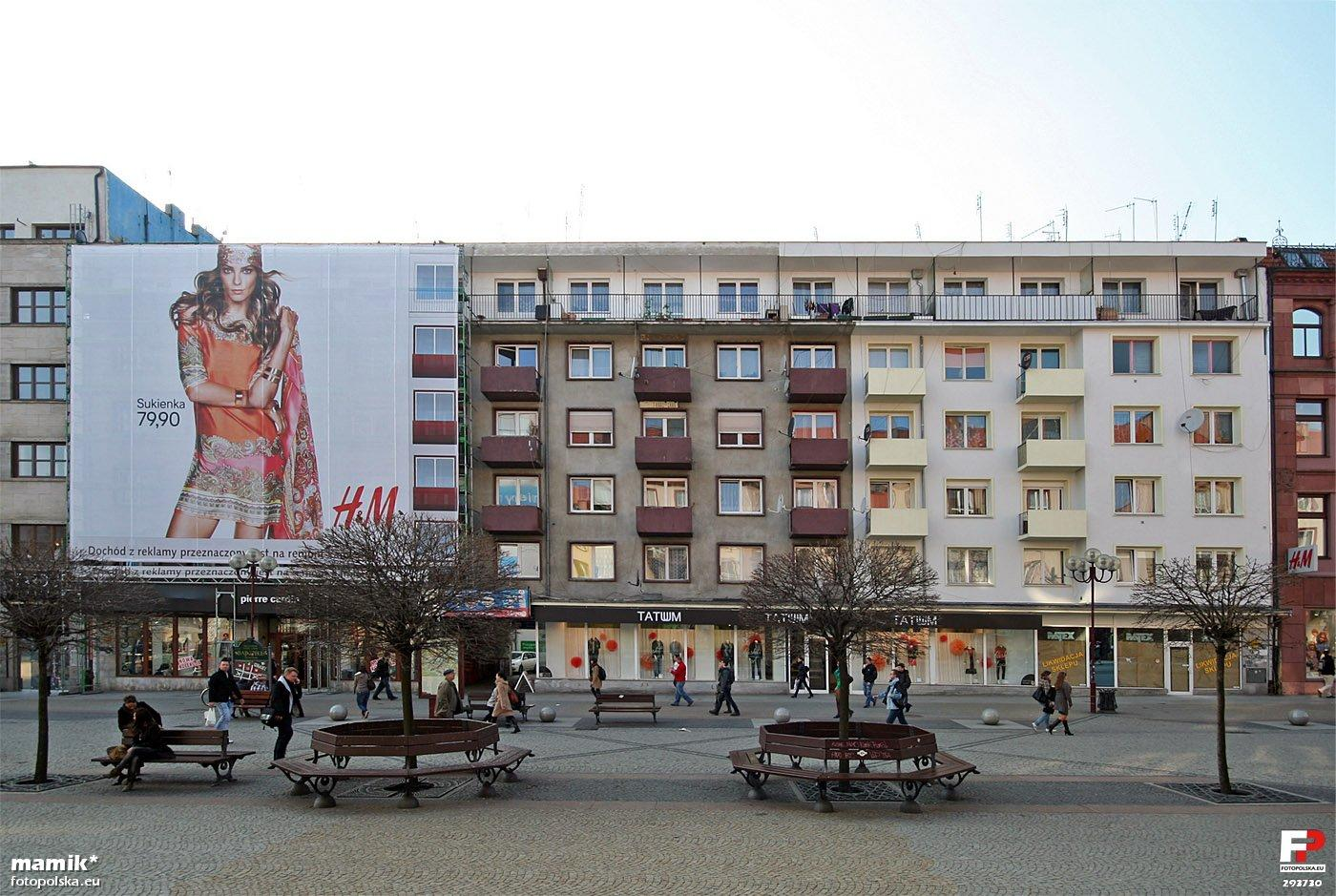
Ul. Świdnica 9-11 z przejściem do ul. St. Leszczyńskiego

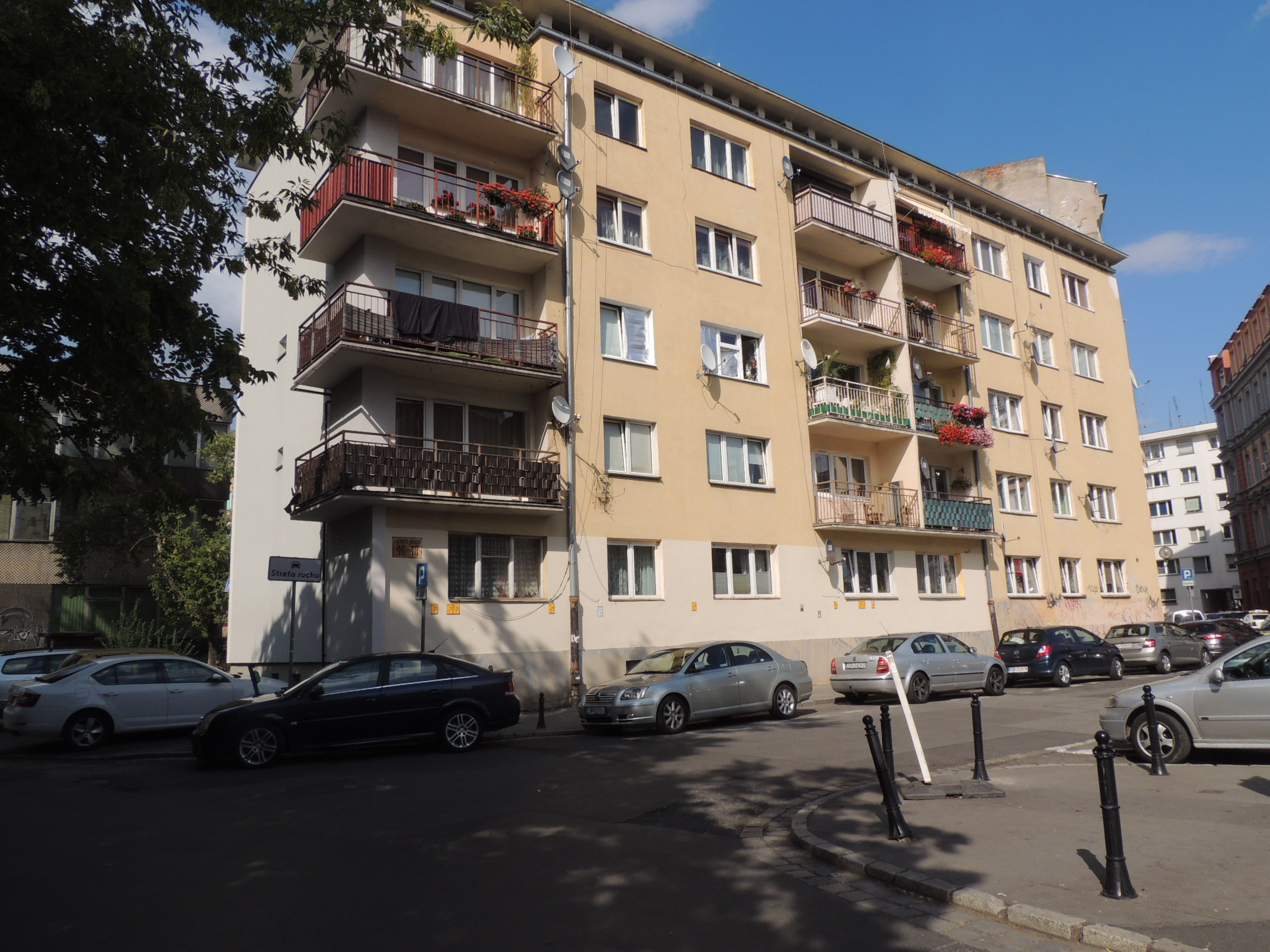
Połączenie z ul. Kazimierza Wielkiego, budynek nr 46-48.

Ulica Stanisława Leszczyńskiego – ulica położona we Wrocławiu na Starym Mieście. Ulica stanowi sięgacz mający swój początek w ulicy Kazimierza Wielkiego. Na jego końcu istnieje przejście pod budynkiem do ulicy Świdnickiej. Ma 57 m długości.

## Historia
Ulica powstała w 1875 r. Łączyła dzisiejszą ulicą Świdnicką z ulicą Świętej Doroty i Zaułkiem Zamkowym. Została wytyczona przez teren, na którym od średniowiecza znajdowały się stajnie miejskie, o których pierwsza wzmianka pochodzi już z 1340 r. i widnieje ona w księdze rachunkowej. Istniała tu brama oddzielająca stajnie od ulicy Świdnickiej, a jej relikt – łęk – istniał jeszcze w XVIII wieku.
W 1851 r. piwiarnia Kisslinga z Rynku 1 została przeniesiona na ulicę Ofiar Oświęcimskich 15/17, a w 1913 r. powstała druga piwiarnia przy ulicy Stanisława Leszczyńskiego 7/9. Oba budynki zostały zachowane.
Podczas oblężenia Wrocławia z 1945 r. prowadzone działania wojenne spowodowały częściowe zniszczenie istniejącej tu zabudowy. Zachowały się trzy kamienice. Rozebrano między innymi zrujnowaną, okazałą fontannę.
W 1962 roku zbudowano pięciopiętrowy budynek wzdłuż ulicy Świdnickiej, któremu nadano numery 9 i 11. Zlokalizowano tu ówcześnie salony odzieżowe firm „Moda Polska” i „Telimena”. Zachowano w budynku pasaż do ulicy Stanisława Leszczyńskiego.
Na początku lat 70. XX wieku wytyczono i zbudowano Trasę W-Z, co znacznie zmieniło układ historycznych ulic także w tym rejonie.

## Nazwy
W swojej historii ulica nosiła następujące nazwy:
- Königstrasse, do 1945 r.[4][8]
- Królewska, od 1945 r. do 1946 r., nazwa potoczna, nieoficjalna[8][4]
- Stanisława Leszczyńskiego, od 1945/1946 r.[9][4][8]

Pierwotna, niemiecka nazwa ulicy – Königstrasse – została nadana na cześć króla Prus, późniejszego cesarza – Wilhelma I. Po II wojnie, krótko w latach 1945-1946, przed nadaniem oficjalnej, nowej nazwy, potocznie używano nazwy polskiej, nawiązującej do nazwy niemieckiej - ulica Królewska. Współczesna nazwa ulicy została nadana przez Zarząd Miejski i ogłoszona w okólniku nr 97 z 31.11.1945 r.. Podobnie jak dla nazwy niemieckiej, za nowego patrona ulicy przyjęto króla, tym razem jednak króla polskiego, Stanisława Leszczyńskiego (ur. 1677 r., zm. 1766 r.), który panował w latach 1704–1711 oraz 1733–1736.

## Układ drogowy
Do ulicy przypisana jest droga gminna numer 105022D o długości 57 m położonej na działce o powierzchni 718 m2. Ponadto obejmuje drogę wewnętrzną o długości 16 m, w ramach działki o powierzchni 558 m². Ulica łączy się z boczną drogą przypisaną do Kazimierza Wielkiego, do której włącza się droga wewnętrzna posesji tu położonych, między innymi do ZETO Wrocław przy Ofiar Oświęcimskich 7/13.
Ulice powiązane z ulicą Stanisława Leszczyńskiego:
- skrzyżowanie: ulica Kazimierza Wielkiego[1][14]
- deptak: ulica Świdnicka[15].

## Zabudowa i zagospodarowanie
Przy ulicy zachował się trzy kamienice pod numerami 4, 5, 7–9. Przy zachodnim odcinku zbudowano budynek mieszkalny przy ulicy Kazimierza Wielkiego. Oś zachodnią zamyka budynek mieszkalny z lokalami handlowymi przy ulicy Świdnickiej 9–11, z przejściem pod budynkiem.
Ulica położona jest w obszarze znajdującym się na wysokości bezwzględnej pomiędzy 118 a 119 m n.p.m.. Obszar ten objęty jest rejonem statystycznym numer 933130, w którym na dzień 31.12.2018 r. zameldowane były 592 osoby, a gęstość zaludnienia wynosiła 7452 osoby/km².

## Ochrona i zabytki
Obszar, na którym położona jest ulica Stanisława Leszczyńskiego, podlega ochronie w ramach zespołu urbanistycznego Starego Miasta z XIII–XIX wieku, wpisanego do rejestru zabytków pod nr. rej.: 196 z 15.02.1962 oraz A/1580/212 z 12.05.1967 r.. Inną formą ochrony tych obszarów jest ustanowienie historycznego centrum miasta, w nieco szerszym obszarowo zakresie niż wyżej wskazany zespół urbanistyczny, jako pomnik historii  . Samo miasto włączyło ten obszar jako cenny i wymagający ochrony do Parku Kulturowego "Stare Miasto", który zakłada ochronę krajobrazu kulturowego oraz uporządkowanie, zachowanie i właściwe kształtowanie krajobrazu kulturowego oraz historycznego charakteru najstarszej części miasta .
Przy ulicy i w najbliższym sąsiedztwie znajdują się następujące zabytki:
| obiekt, położenie | powstanie, nr rej.                                                                                            | fotografia |
| --- | --- | ---------- |
| pierzeja północna | |            |
| Budynek biurowy – Zakład Elektronicznej Techniki Obliczeniowej ZETO (elewacja tylna) ulica Ofiar Oświęcimskich 7-13                                       | lata 1966-1969 (projekt A., J. Tarnawscy) gez, mpzp                                                           |            |
| Kamienica, od 1913 r. z piwiarnią C. Kisslinga, obecnie budynek mieszkalno-usługowy ulica Stanisława Leszczyńskiego 7-9                                   | około 1875 r., 1913 r., po 1945 r. gez, mpzp                                                                  |            |
| Kamienica, obecnie budynek mieszkalno-usługowy ulica Stanisława Leszczyńskiego 5                                                                          | ok. 1880 r. gez, mpzp                                                                                         |            |
| Oficyna kamienicy czynszowej, obecnie budynek biurowo-usługowy (fragment tylnej elewacji) ulica Ofiar Oświęcimskich 19a                                   | lata 1860-1870, po 2000 r.; lata 1869-1870, XX wiek A/2264/501/Wm z dnia 20.12.1992 r.                        |            |
| Dom handlowy Schottländera (od 1927 r. – Singera) wraz z dziedzińcem wewnętrznym, obecnie dom handlowy "H&M" (fragment tylnej elewacji) ulica Świdnicka 7 | lata 1896-1897 (projekt Karl Grosser), 1927 r. (przebudowa); 1896, 1927 r. A/1469/540/Wm z dnia 25.08.1994 r. |            |
| pierzeja południowa | |            |
| Hotel i Restauracja "Riegner", obecnie budynek biurowo-usługowy (między innymi grota solna) ulica Stanisława Leszczyńskiego 4                             | lata 1873-1883 (projekt Friedrich Barchewitz) gez, mpzp                                                       |            |
| Domu Sztuki i Rzemiosła Wilhelma Knittela, obecnie budynek usługowy (fragment tylnej elewacji) ulica Świdnicka 13                                         | 1927 r. (projekt Max Strassburg) gez, mpzp                                                                    |            |

## Krasnale

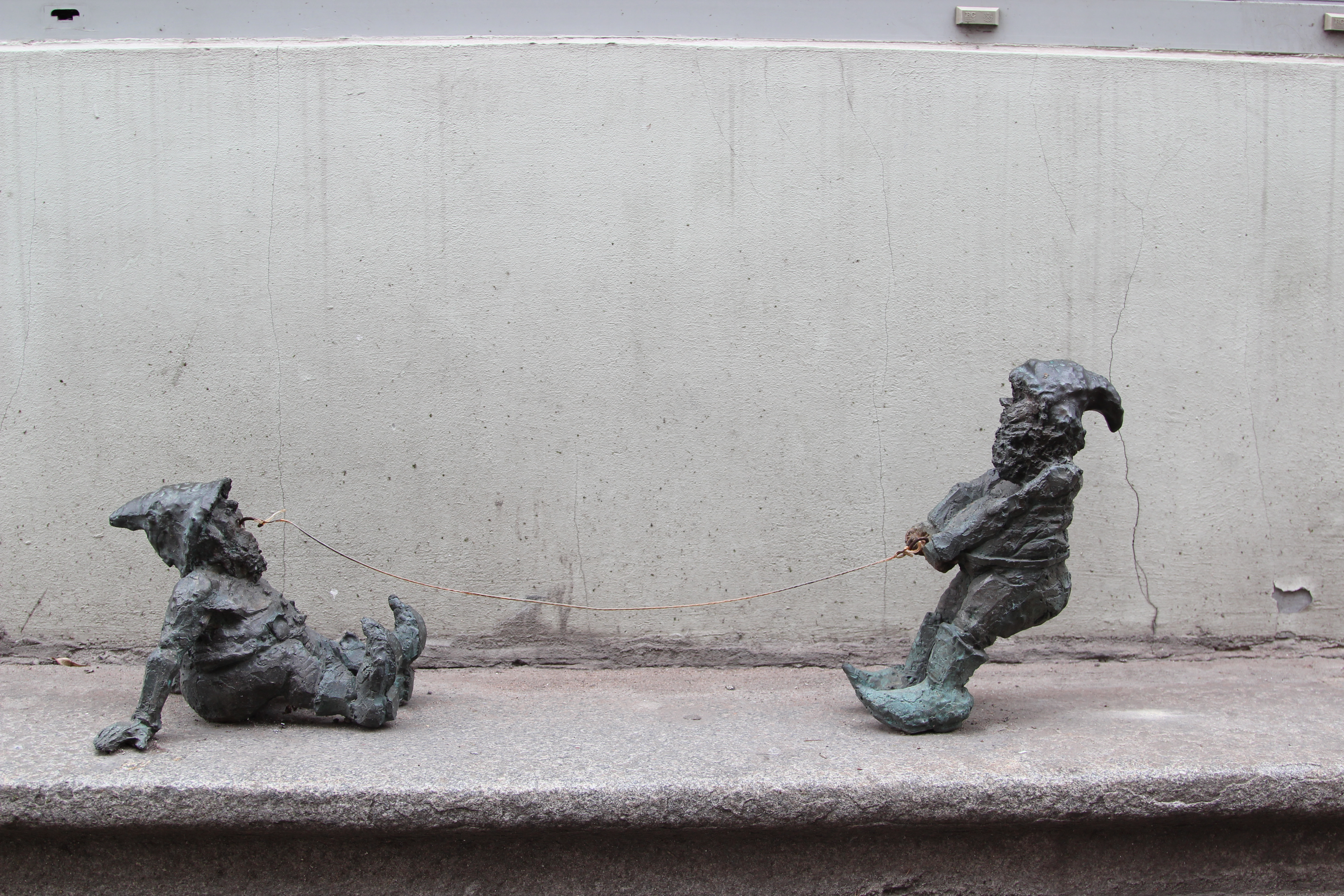
RoyalDenciaki

Przy ulicy zamontowano figurki wrocławskich krasnali – RoyalDenciaki – przy ulicy Stanisława Leszczyńskiego 5-7/9.